# Каплиця Контареллі

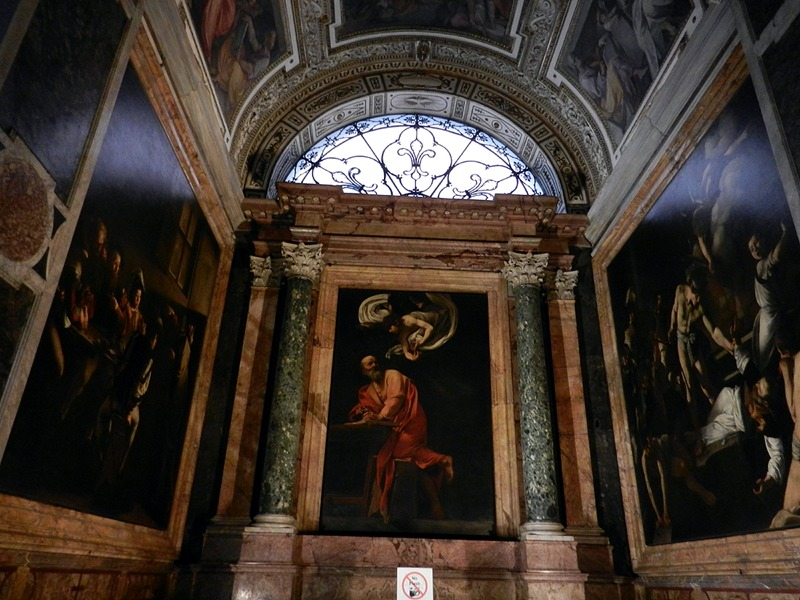
Каплиця Контареллі, фото 2012 року.

Каплиця Контареллі (італ. Cappella Contarelli) — каплиця в римській церкві Сан Луїджі деі Франчезі, відома через три картини, створені для неї італійським художником Караваджо, що увійшли в хрестоматію італійського живопису доби бароко.

## Передісторія
Кардинал Матьє Контерел, француз за походженням,  (в Римі його прізвище переробили на Контареллі) придбав в церкві Сан Луїджі деі Франчезі каплицю першу ліворуч від вівтаря. Він вже давав гроші на декорування головного фасаду церкви. Він заповідав керівництву церкви Сан Луїджі деі Франчезі значну грошову суму на облаштування і декорування придбаної каплиці на честь євангеліста Матвія та його житія, свого небесного патрона.
З римським художником Джузеппе Чезарі (більш відомий як Кавалер д'Арпіно ) був укладений контракт на створення фресок в каплиці і в напівциркульному склепінні. Упорядник робіт Віргіліо Крезенци уклав також контракт зі скульптором Жаком Кобертом, фламандцем за походженням, на створення у вівтарі мармурової фігури євангеліста Матвія в кріслі і янгола, в позі найбільш притаманній божому посланцю, що надихав неписьменого Матвія на створення євангелія.
Роботи повільно просувались до 1593 року. Скульптор Жак Коберт не упорався із завданням взагалі. Художник Джузеппе Чезарі встиг лише створити три сюжети у напівциркульному склепінні каплиці. Управління церквами Рима 1597 року перевело кошти на інший об'єкт і роботи в каплиці припинили.

## Фрески роботи кавалера д'Арпіно

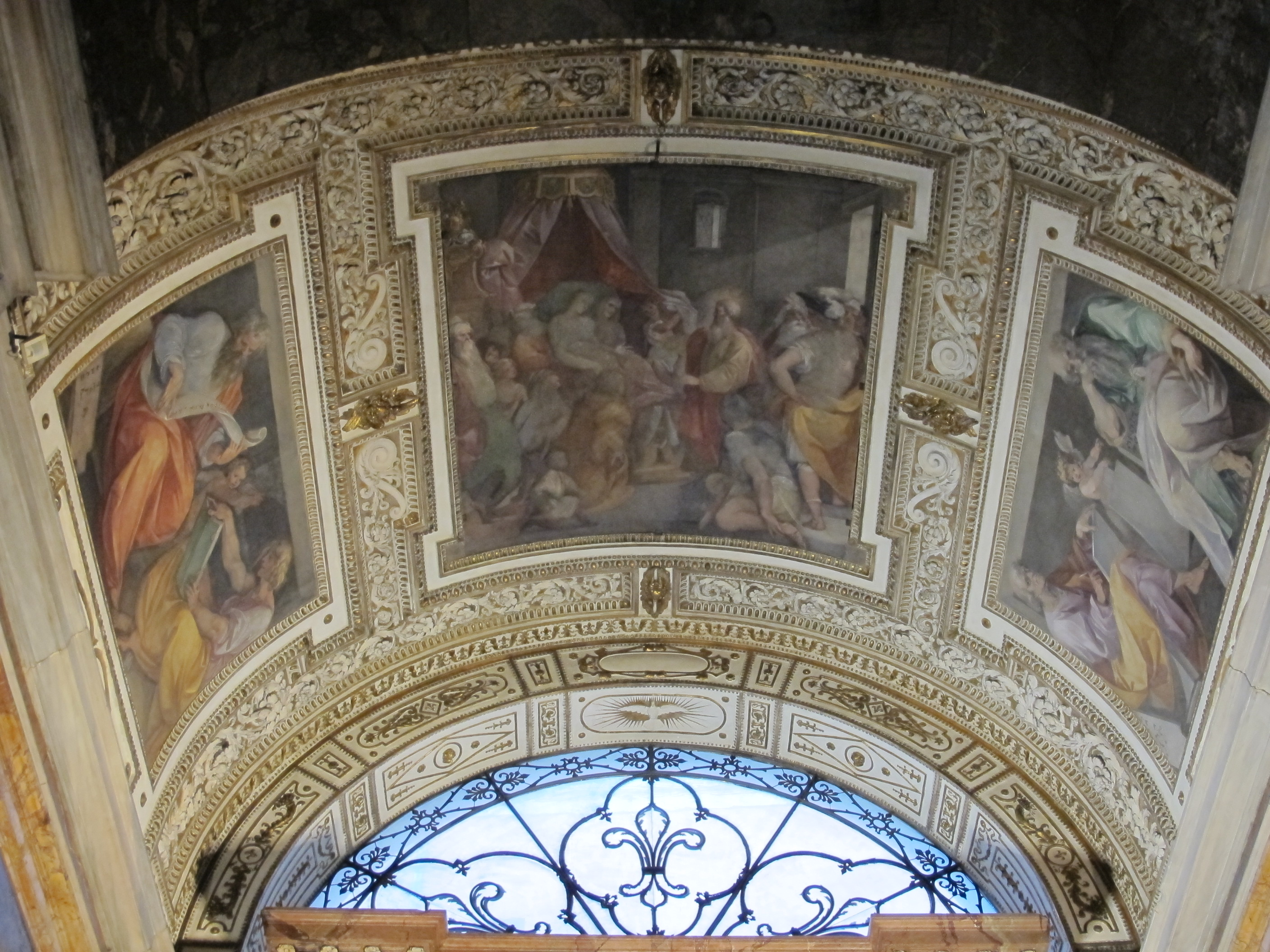
Фрески роботи каварера д'Арпіно, стеля каплиці Контареллі, 1593 р., фото 2012 р.

Фрески на стелі роботи кавалера д'Арпіно, технічно майстерні, однак, виконані в холодній манері, справляють нині враження простої декорації. Художник працював в каплиці наприкінці 16 століття і закінчив декорування стелі 1593 року. Джузеппе Чезарі ( 1568-1640, більш відомий як кавалер д'Арпіно)був лише на чотири роки старший за Караваджо, що працював в його майстерні помічником. Але вони обидва вже уособлювали дві різні епохи в мистецтві — маньєризм римського зразка (що дедалі більше здавав власні позиції майстрам на кшталт Аннібале Карраччі ) і раннє бароко в особі Караваджо, за стилем котрого було майбутнє.

## Важлива замова для Караваджо

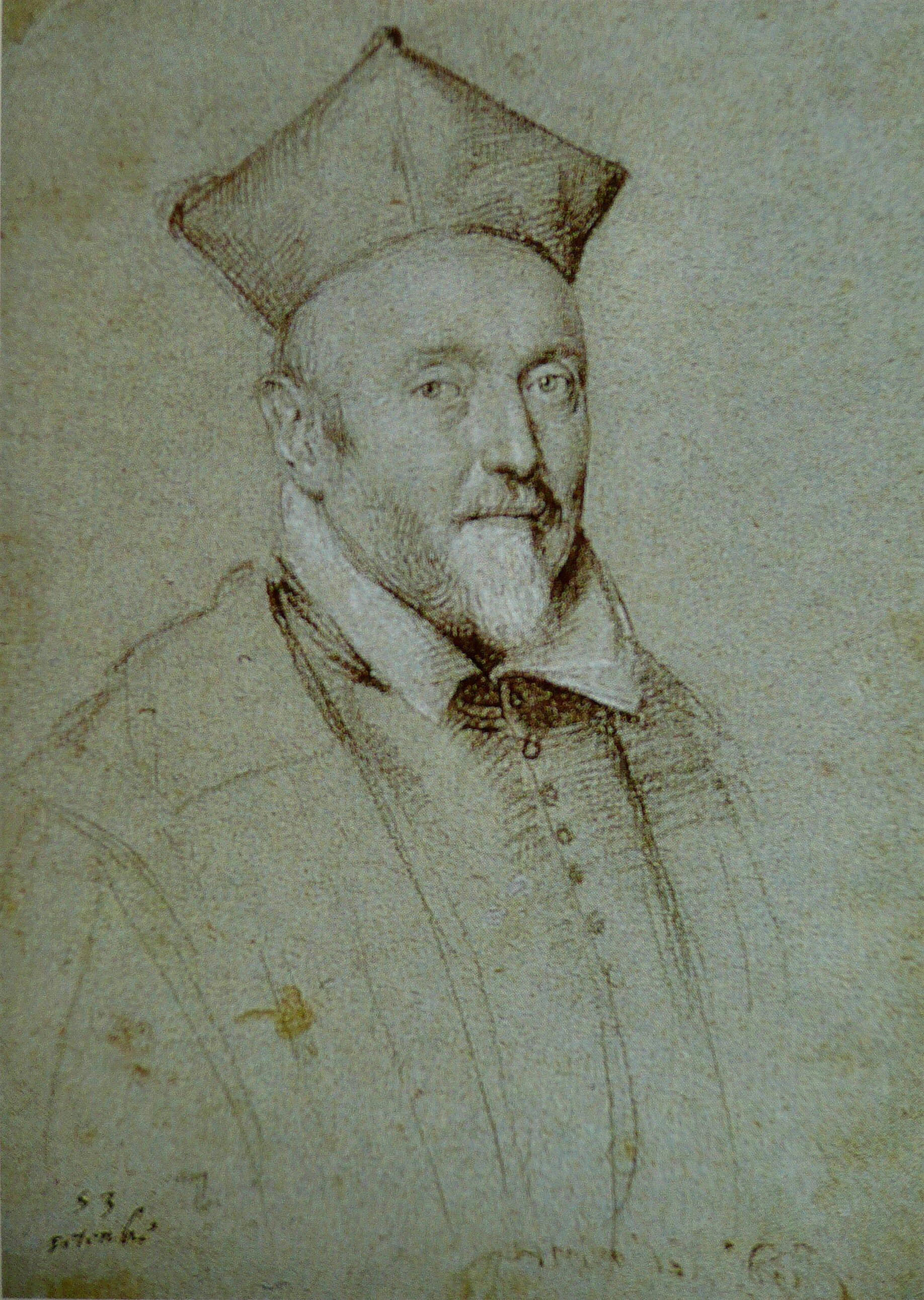
Малюнок Оттавіо Леоні. «Франческо Бурбон дель Монте», 1616 р.

Папа римський оголосив 1600 рік ювілейним і розпочалися роботи по прийняттю у Рим тисяч паломників з країн Західної Європи. Очікували прибуття у Рим і значну кількість паломників з Франції, де король Генріх IV нещодавно перейшов з протестантизму у католицтво. Очікування великих грошей для скабниці папи римського в ювілейний рік сприяло надзвичайному пришвидшенню робіт в каплиці Контареллі. Впливовий кардинал Франческо дель Монте запропонував задіяти свого припалацового художника Мікеланджело да Караваджо для швидкого створення біблійних картин на бічних стінах каплиці Контареллі. Первісна програма декорування каплиці відтепер мінялась — від скульптур на вівтарі відмовились, а вівтарний образ олійними фарбами передали створити Караваджо. 
Контракт на створення трьох картин з художником Караваджо був підисаний 23 липня 1599 року .

## Твори Караваджо для каплиці Контареллі
В каплиці панують три картини роботи Мікеланджело да Караваджо. Каплиця затісна і темна, освітлена одним вікном над капличним вівтарем. За контрактом, Караваджо брався створити три картини зі сценами житія Євангеліста Матвія, що мали замінити фрески бічних стін каплиці Кантареллі, так і не виконаних д'Арпіно. 
Картини намальовані художником у 1599 - 1602 роках. Збережений уривок з контракта на роботу Караваджо 
| ... Дві бічні стіни залишились досі не декорованими і підлягають доопрацюванню... Священик Берлінгьєріус сам звернувся з дорученням до Мікеланджело да Караваджо, художнику, із замовою створити картини для тих бічних стін... З цією метою сума у чотириста (400) скуді має бути передана синами і спадкоємцями сеньйора Вірджиліо вказаному художникові, що зобов'язаний створити картини згідно ( цього ) нотаріального акту [2] |
Відсутність доброї художньої освіти спонукала художника до створення картин олійними фарбами. Вікно каплиці підказало молодому майстру виток світла. Тому на бічних картинах він створив сцени з освітленням, що ніби йшло від реального вікна каплиці. Караваджо сміливо проігнорував темряву каплиці і власні композиції створив не залиті світлом, а напівтемними, де різке освітлення лише вихоплювало найважливіші сцени і деталі.
Композиція ліворуч зображувала прихід Христа у вертеп. Під вікном каплиці розміщався образ Євангеліста, що за допомогою янгола небесного сподобився написати євангеліє. З цією композицією Караваджо намучився, бо перший варіант з зображенням занадто простонародного, брутального, неканонічного Матвія замовники не прийняли. Караваджо перемалював твір, зробивши Матвія більш схожим на звичні на той час академічні образи. Цей випадок — один з небагатьох, коли самостійний і гордовитий художник пішов на компроміс.

## Галерея
|  |  |  |

## Проблема з першим варантом вівтарного образу Караваджо

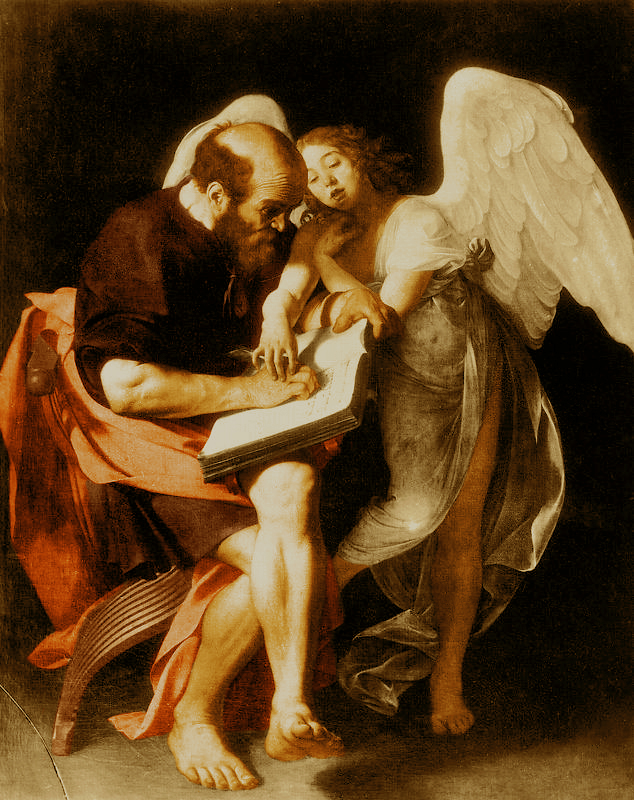
Караваджо. Збережений слайд 1-го варіанта вівтарної картини, що знищена.

За біблією Матвій був неписьменний. Тому створювати євангеліє йому допомагав ( і надихав ) янгол, за котрим стояв Бог. І створення євангелія розглядалось як ще одне боже диво. Караваджо при створенні вівтарного образу йшов за біблією. Достатньо першого погляду на картину Караваджо, аби розпізнати ситуацію : неписьменний Матвій незграбно намагається створити запис, рукою котрого водить янгол. Караваджо насмілився піти далі і підкреслив грубість і неписьменнисть Матвія. Глядачів  1-го варіанта вівтарної картини бентежила грубість Матвія і така деталь, як брудні ноги євангеліста. Пихате керівництво церкви не прийняло таку трактовку образа і не прийняло твір. Художника зобов'язали створити більш пристойний для пишної церкви варіант. Ворожо налаштований до художника Беллорі записав : 
| Святі отці прибрали вівтарну картину, оголосивши, що в цій фігурі нема ані пристойності, ані святості, бо Св. Матвій сидить, заклавши ногу на ногу, наче виставивши (брудні) ноги для оглядин [3]. |
Караваджо був вимушений створити новий варіант вівтарної картини. Він вимушено звернувся до академічної манери і створив нейтральний образ євангеліста, (причепуреного і натхненого), котрий задовольнив керівництво церкви і котрий збережений на вівтарі каплиці Контареллі донині.
Не пропав і перший варіант з євангелістом з оголеними і брудними ногами. На щастя у Караваджо на той період було достатньо поціновувачів його таланту і його творів. Його твір, що в Римі розцінили невдалим і недобропорядним, придбав до власних збірок маркіз Вінченцо Джустініані. Картина зберігалась в зібрані Джустініані майже триста років і була продана в 19 ст. в Берлін. Вона була знищена в роки Другої світової війни.